# 文德恰内

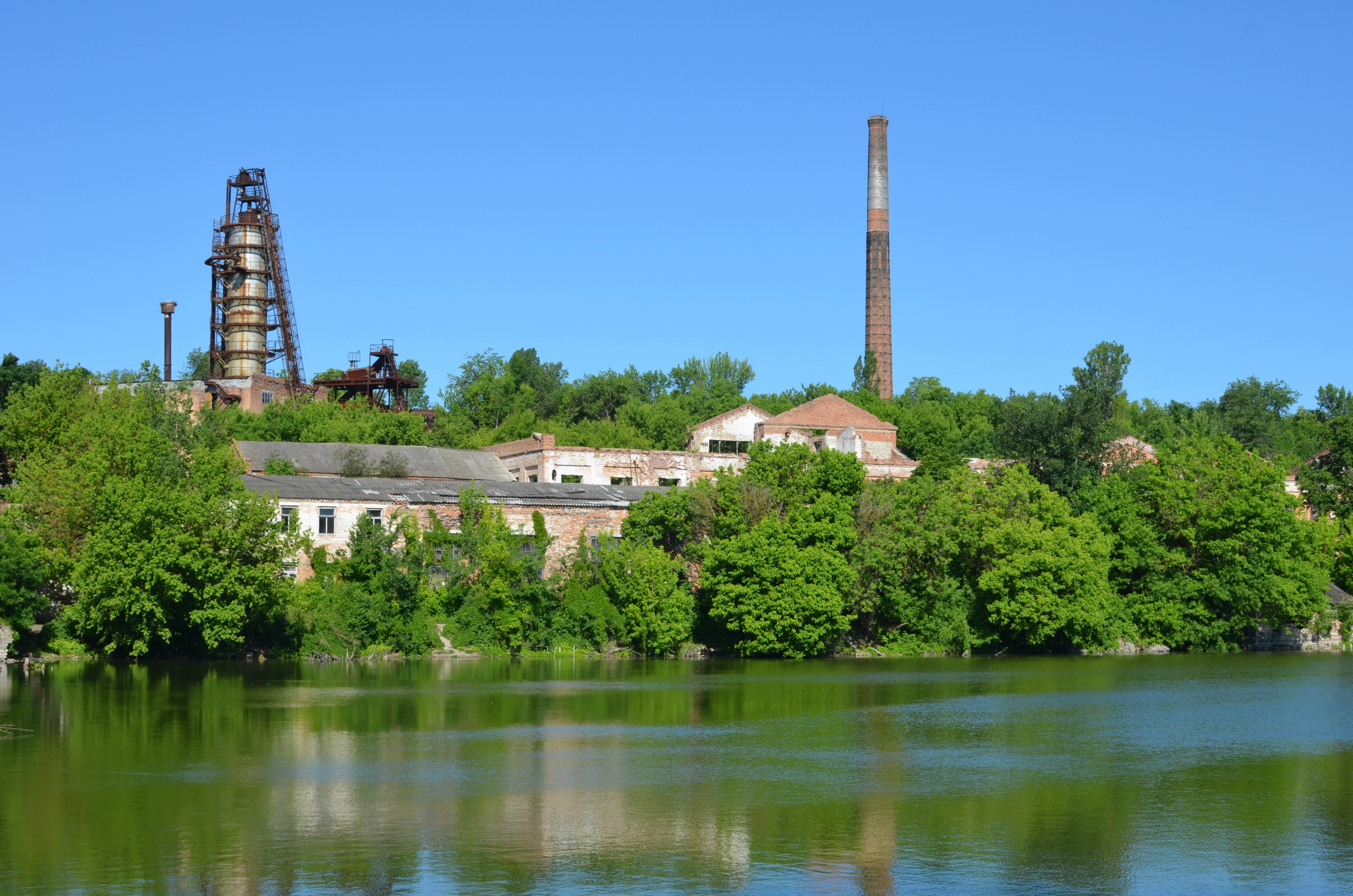
制糖厂

文迪恰内，或文德恰内是烏克蘭西南部文尼察州莫希利夫-波迪利斯基区文德恰内市镇的鎮及行政中心。處於德涅斯特河流域，面積3.9平方公里，海拔高度251米，2011年人口3,970，人口密度每平方公里1,018人。